# Fergus II mac Roich
Fergus II mac Roich lub Fergus II Mor („Wielki“) – legendarny król Ulaidu z dynastii Milezjan (linia Ira, syna Mileda) w latach 14-11 p.n.e. Syn Roich i Rossy Ruada („Czerwonego“), syna Rudraige’a I Mora („Wielkiego”) mac Sithrige, króla Ulaidu i zwierzchniego króla Irlandii. 
Fergus był jedną z głównych postaci cyklu ulsterskiego. Według „Laud Misc. 610”, piętnastowiecznego źródła, panował trzy lata nad Ulaidem, notując na jego temat: Ferg[u]s m[a]c Rosa m[eic] Rudr[aig]e .iii. blī[adn]a (fol. 107 a 37). Zapisano tutaj małymi literami rzymską cyfrę III, oznaczającą trzy lata panowania. Objął tron po śmierci brata stryjecznego Fergusa I mac Leite. Został pozbawiony tronu przez podstęp Conchobara mac Nessa, syna jego brata stryjecznego, Cathbada. Został zmuszony do opuszczenia Ulaidu za poparcie synów Uisliu. Stał się sprzymierzeńcem i ukochanym królowej Medb z Connachtu, byłej żony oraz wroga Conchobara. Dołączył do jej wyprawy przeciw Ulaidowi opisanej w Táin Bó Cúailnge. Imię Fergus' (późniejszy irlandzki: Fearghus) oznacza „siła mężczyzny” lub „męskość”. Fergus został opisany, jako będącego ogromnych rozmiarów oraz seksualnej potęgi. Występuje także w opowieści Táin Bó Flidhais. Pewnego razu, po czternastu latach życia na wygnaniu, Fergus był widziany z Medb przez jej męża Oiliolla (Aililla). Ten wybuchnął zazdrością, następnie rozkazał swemu dworzaninowi zabić go. Ten rzucił włócznią w Fergusa, trafiając go w klatkę piersiową. Fergus wydostał się z wody i oderwał włócznię. Następnie zabił ogara Aililla, po czym zmarł. Został pogrzebany w Magh Aoi. „Kamień przeznaczenia”, stojący na wzgórzu Tara, jest również nazywany fallusem Fergusa. Jest bohaterem dwóch utworów Williama Butlera Yeats’a, wielkiego irlandzkiego poety.

## Potomstwo
Fergus miał z kochanką Medb, żoną króla Connachtu Oiliolla I Mora („Wielkiego”), trzech synów:
- Cormac, przodek Conmaicne Mara (obecnie Connemara), Conmaicne Cuile Tolaigh (hrabstwo Mayo), Conmaicne Magh Rein (obecnie hrabstwo Longford i połowa południowego hrabstwa Leitrim), Conmaicne Cinel Dubhain (obecnie hrabstwo Galway)
- Ciar, przodek Ciarruighe Luachra, Ciarruighe Chuirc, Ciarruighe Aoi i Ciarruighe Coinmean
- Corc, przodek Dál Meidhe (plemię Meath); przodek O’Connorów z Corcamruadh w hrabstwie Clare

Posiadał także jedenastu innych synów:
- Dallan
- Anluim
- Conri (Conrai, Connra, Condra), miał syna:
  - Elim II mac Conrach, przyszły król Ulaidu i zwierzchni król Irlandii
- Aengus Finn, przodek wodzów Owny-Beg w hrabstwie Tipperary
- Oilioll
- Firceigid, przodek rodu Eoghanacht z Ara-Cliach w hrabstwie Limerick
- Uiter
- Finfailig, przodek O’Duganów i O’Coscridhów, wodzów Fermoy w hrabstwie Cork
- Firtlechta
- Binne
- Asadmun, przodek rodu Healy, wodzów Pobal O’Healy w hrabstwie Cork